# Suillia inens
Suillia inens är en tvåvingeart som först beskrevs av Giglio-tos 1893.  Suillia inens ingår i släktet Suillia och familjen myllflugor. Inga underarter finns listade i Catalogue of Life.